# Gregor Brvar
Gregor Brvar (* 29. Juli 1983 in Trbovlje, Jugoslawien) ist ein ehemaliger slowenischer Biathlet.
Gregor Brvar ist Student und lebt in Medvode. Der von Uroš Velepec trainierte und für den SK Brdo startende Athlet betrieb seit 2000 Biathlon. Seitdem gehört er auch dem Nationalkader Sloweniens an. 2002 bestritt er seine ersten Junioren-Weltmeisterschaften in Ridnaun. Bestes Ergebnis war ein elfter Rang im Einzel, den er auch 2004 im Sprint von Haute-Maurienne erreichte. Die weiteren Ergebnisse bei seinen insgesamt drei Junioren-Weltmeisterschaften waren Mittelfeldplatzierungen. Seit 2002 trat Brvar auch im Junioren-Europacup und gewann hier 2003 ein Sprint in Gurnigel. Bei der Junioren-Europameisterschaft 2004 in Minsk gewann er mit Peter Dokl, Klemen Bauer und Andraz Semrov die Staffel-Bronzemedaille.
Seit 2003 startete Brvar auch im Erwachsenenbereich. Sein erstes Sprintrennen in Ridnaun beendete er als 84. An selber Stelle kam er 2007 als Neunter in einem Verfolgungsrennen erstmals unter die besten Zehn. Das erste Rennen im Biathlon-Weltcup lief er 2005 in einem Staffelrennen in Oberhof. Nur wenig später lief er in Ruhpolding seinen ersten Sprint, in dem er 56. wurde. In Hochfilzen bestritt Brvar die Biathlon-Weltmeisterschaften 2005. Im Einzel wurde er 72., 84. im Sprint und 17. mit der Staffel. 2006 folgte in Pokljuka das nichtolympische Mixed-Staffelrennen als einziges Weltmeisterschaftsrennen. Gemeinsam mit Dijana Grudiček-Ravnikar, Klemen Bauer und Lucija Larisi lief er auf einen guten fünften Platz. Im Weltcup konnte der Slowene 2007 in Oberhof als Siebter erstmals in einem Staffelrennen unter die besten Zehn laufen. Bei der Weltmeisterschaft in Antholz wurde Brvar 78. im Sprint, 54. im Sprint und 47. im Verfolger. Auch 2008 startete er bei der Weltmeisterschaft in Östersund und erreichte in Schweden mit Platz 55 im Einzel sein bestes Resultat.
Im Sommer 2008 startete Brvar in Haute-Maurienne erstmals bei den Sommerbiathlon-Weltmeisterschaften und lief dort auf den 13. Platz.

## Biathlon-Weltcup-Platzierungen
Die Tabelle zeigt alle Platzierungen (je nach Austragungsjahr einschließlich Olympische Spiele und Weltmeisterschaften).
- 1.–3. Platz: Anzahl der Podiumsplatzierungen
- Top 10: Anzahl der Platzierungen unter den ersten zehn (einschließlich Podium)
- Punkteränge: Anzahl der Platzierungen innerhalb der Punkteränge (einschließlich Podium und Top 10)
- Starts: Anzahl gelaufener Rennen in der jeweiligen Disziplin
- Staffel: inklusive Mixed- und Single-Mixed-Staffeln

| Platzierung         | Einzel | Sprint | Verfolgung | Massenstart | Staffel | Gesamt |
| ------------------- | ------ | ------ | ---------- | ----------- | ------- | ------ |
| 1. Platz            |        |        |            |             |         |        |
| 2. Platz            |        |        |            |             |         |        |
| 3. Platz            |        |        |            |             |         |        |
| Top 10              |        |        |            |             | 2       | 2      |
| Punkteränge         |        |        |            |             | 12      | 12     |
| Starts              | 8      | 20     | 6          |             | 12      | 46     |
| Stand: Karriereende |        |        |            |             |         |        |